# Dorstenia uxpanapana
Dorstenia uxpanapana är en mullbärsväxtart som beskrevs av C.C. Berg och T. Wendt. Dorstenia uxpanapana ingår i släktet Dorstenia och familjen mullbärsväxter. Inga underarter finns listade i Catalogue of Life.